# 大道站
大道站（日语：／ Daidō eki */?）是位於山口縣防府市大字台道，西日本旅客鐵道（JR西日本）山陽本線的車站。
此站至和木站之間各站由德山地域鐵道部管轄。鄰站四辻站以西由山口地域鐵道部（此站至四辻站之間的第3閉塞信號機附近為邊界。兩鐵道部均由廣島分社管轄）。

## 歷史
- 1900年（明治33年）12月3日 - 山陽鐵道 三田尻站（現時為防府站）至厚狹站之間開通，此站啟用。為旅客、貨運車站。
  - 當時車站地址是山口縣吉敷郡大道村（日语：大道村 (山口県)）大字台道。
- 1906年（明治39年）12月1日 - 山陽鐵道國有化（日语：鉄道国有法），成為官設鐵道車站。
- 1909年（明治42年）10月12日 - 制定路線名稱。成為山陽本線車站。
- 1955年（昭和30年）4月10日 - 大道村編入至防府市，車站地址是使用現址。
- 1962年（昭和37年）9月1日 - 終止貨物起卸業務。
- 1987年（昭和62年）4月1日 - 伴隨國鐵分割民營化，車站由西日本旅客鐵道（JR西日本）營運。
- 1994年（平成6年）12月3日 - 車站業務由JR西日本廣島MAINTEC（日语：JR西日本広島メンテック）負責，成為業務委託車站。
- 2004年（平成16年）
  - 3月27日 - 隨著多多良學園高等學校（現時：高川學園高等學校·中學（日语：高川学園高等学校・中学校））遷移的契機，此站成為跨站式站房。（在山口縣內繼下松站後39年內第2座跨站式站房）
  - 4月1日 - 成為簡易委託車站。
  - 10月 - 櫃臺營業時間變更，只於平日營業。
- （日期不詳） - 平日日間時段中，營業時段中加入中段休息時間。
- 2018年（平成30年）
  - 7月6日 - 發生2018年7月西日本豪雨使車站暫停服務。
  - 8月1日 - 德山站至新山口站之間重開[1]。

## 車站構造
車站是一座設有跨站式站房的地面車站，設有2面3線的混合式月台（單式、島式月台），中間為待避線，月台之間設有跨線橋連接。
此站由德山地域鐵道部管理，為設有POS終端的簡易委託車站。櫃臺只於平日早上和晚上營業，星期六及假日暫停營業。

### 月台
| 月台 | 路線      | 上下行 | 方向                 | 備註                |
| ---- | --------- | ------ | -------------------- | ------------------- |
| 1    | ■山陽本線 | 上行   | 防府、德山、岩國方向 |                     |
| 2、3 | ■山陽本線 | 下行   | 新山口、下關方向     | 部分列車使用2號月台 |

1號月台為上行本線，3號月台為下行本線。2號月台為上下行共用的待避線（中線），只讓貨物列車待避或緊急時折返使用。

## 使用狀況
以下為近年1日平均乘車人次列表：
| 乘車人次變化 | 乘車人次變化    |
| 年度         | 1日平均乘車人次 |
| ------------ | --------------- |
| 1999         | 1,050           |
| 2000         | 985             |
| 2001         | 966             |
| 2002         | 972             |
| 2003         | 988             |
| 2004         | 1,262           |
| 2005         | 1,351           |
| 2006         | 1,332           |
| 2007         | 1,250           |
| 2008         | 1,276           |
| 2009         | 1,259           |
| 2010         | 1,233           |
| 2011         | 1,313           |
| 2012         | 1,254           |
| 2013         | 1,277           |
| 2014         | 1,185           |
| 2015         | 1,230           |
| 2016         | 1,242           |
| 2017         | 1,335           |
| 2018         | 1,453           |

## 車站周邊

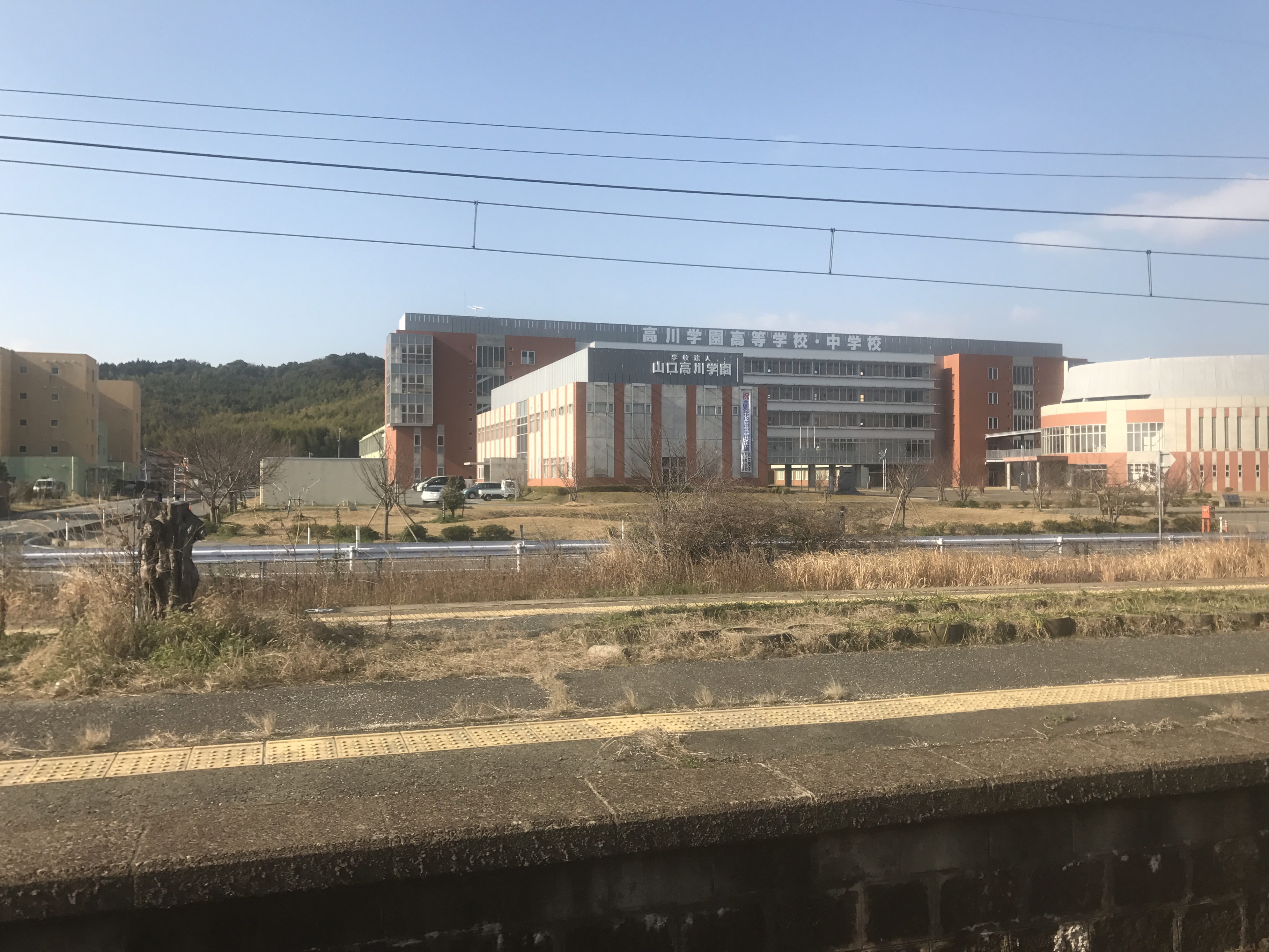
從站內望向高川學園高等學校·中學

- 國道2號
- 山口短期大學
- 高川學園高等學校·中學（日语：高川学園高等学校・中学校）（前・多多良學園高等學校）
- 山口縣立防府西高等學校（日语：山口県立防府西高等学校）
- 大道郵局
- 山口縣道25號宇部防府線（日语：山口県道25号宇部防府線）
- 山口縣道58號防府環狀線（日语：山口県道58号防府環状線）

### 巴士路線
- 防長交通
  - 秋穗、切畑、防府
- 車站北邊「大道站入口」巴士站
  - 防長交通
    - 秋穗、新山口、切畑、防府

## 相鄰車站
西日本旅客鐵道
■山陽本線
防府－大道－四辻

## 注腳
1. ↑  . 朝日新聞. 2018-07-08  [2020-03-30]. （原始内容存档于2018-07-16）.
2. ↑  山口縣統計年鑑

## 外部連結
- 大道｜車站資訊：JR出門網 - 西日本旅客鐵道